# Біла Гура (Ленчицький повіт)
Біла Гура (пол. Biała Góra) — село в Польщі, у гміні Грабув Ленчицького повіту Лодзинського воєводства.
Населення — 122 особи (2011).
У 1975-1998 роках село належало до Конінського воєводства.

## Демографія
Демографічна структура станом на 31 березня 2011 року:
|          | Загалом | Допрацездатний вік | Працездатний вік | Постпрацездатний вік |
| -------- | ------- | ------------------ | ---------------- | -------------------- |
| Чоловіки | 65      | 13                 | 49               | 3                    |
| Жінки    | 57      | 15                 | 31               | 11                   |
| Разом    | 122     | 28                 | 80               | 14                   |